# Letnie Igrzyska Paraolimpijskie 1964
II Letnie Igrzyska Paraolimpijskie odbyły się w dniach 3 - 12 listopada w Tokio. Na igrzyskach startowały 21 państw. Zostało rozegranych 144 konkurencji w 9 dyscyplinach. Igrzyska otworzył  Yoshiaki Kasai. Głównym stadionem igrzysk był Oda Field.

## Dyscypliny
- łucznictwo
- lekkoatletyka
- strzelanie z łuku rzutkami
- snooker
- pływanie
- tenis stołowy
- podnoszenie ciężarów
- koszykówka na wózkach
- szermierka na wózkach

## Tabela medalowa
| Klasyfikacja medalowa |                   |       |        |      |       |
| Lp.                   | Państwo           | złoto | srebro | brąz | razem |
| 1                     | Stany Zjednoczone | 50    | 41     | 32   | 123   |
| 2                     | Wielka Brytania   | 18    | 23     | 20   | 61    |
| 3                     | Włochy            | 14    | 15     | 16   | 45    |
| 4                     | Australia         | 12    | 11     | 7    | 30    |
| 5                     | Rodezja           | 10    | 5      | 2    | 17    |
| 6                     | Afryka Południowa | 8     | 8      | 3    | 19    |
| 7                     | Izrael            | 7     | 3      | 11   | 21    |
| 8                     | Argentyna         | 6     | 15     | 16   | 37    |
| 9                     | Niemcy            | 5     | 2      | 5    | 12    |
| 10                    | Holandia          | 4     | 6      | 4    | 14    |